# Emmet County, Iowa
Emmet County är ett administrativt område i delstaten Iowa, USA, med 10 302 invånare. Den administrativa huvudorten (county seat) är Estherville.

## Geografi
Enligt United States Census Bureau har countyt en total area på 1 042 km². 1 025 km² av den arean är land och 17 km² är vatten.

### Angränsande countyn
- Jackson County, Minnesota - nordväst
- Martin County, Minnesota - nordost
- Kossuth County - öst
- Palo Alto County - syd
- Dickinson County - väst

### Orter
- Armstrong
- Estherville (huvudort)
- Wallingford